# Hipólito Mejía

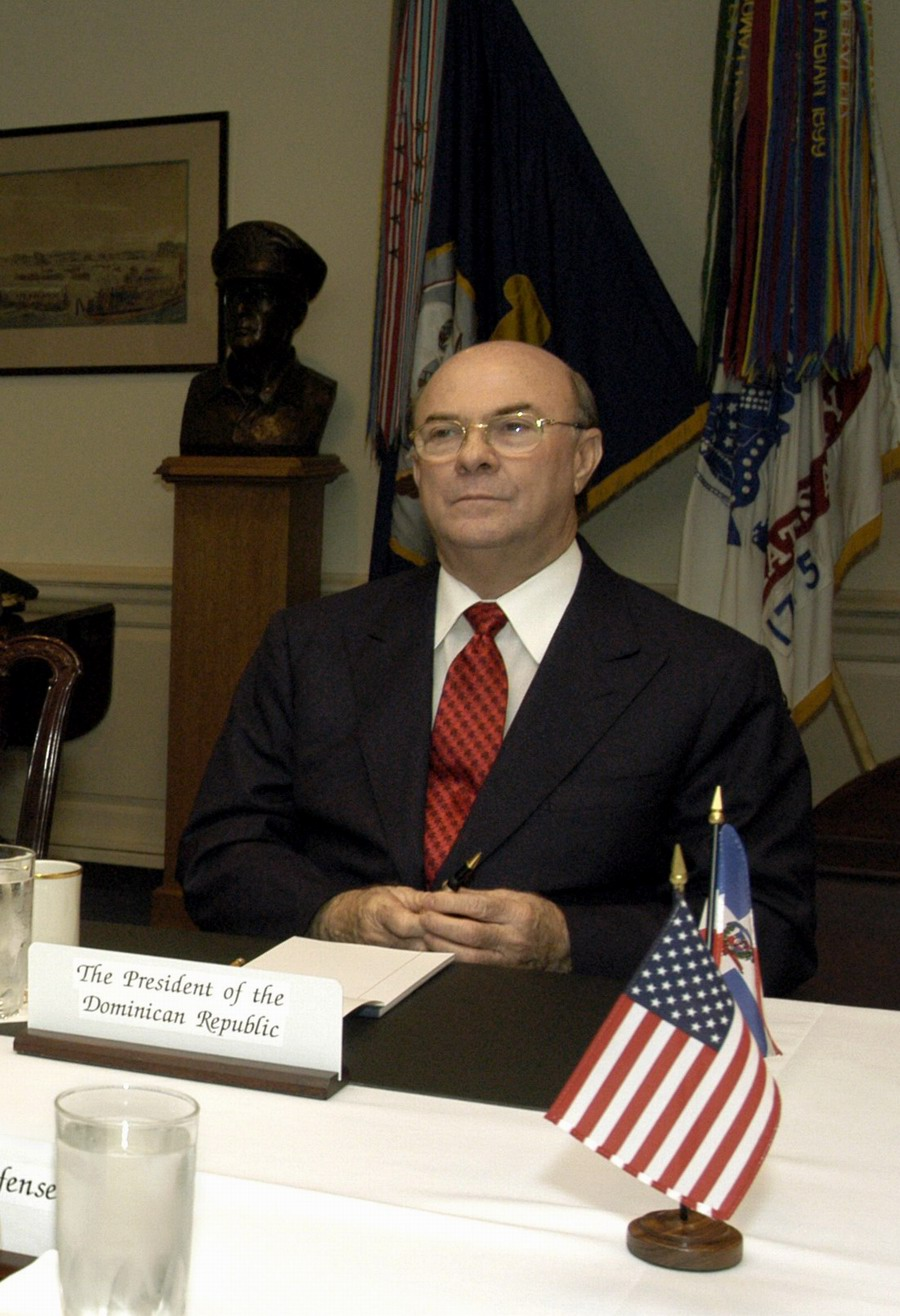
Hipólito Mejía (2003)

Rafael Hipólito Mejía Domínguez [rafaˈɛl iˈpoːlito meˈxiːa doˈmiŋges] (* 22. Februar 1941 in Santiago de los Caballeros, Dominikanische Republik) ist ein Agronom und dominikanischer Politiker (bis Mitte 2014 Partido Revolucionario Dominicano (PRD), danach Partido Revolucionario Moderno (PRM)). Er war von 2000 bis 2004 Präsident der Dominikanischen Republik.

## Biographie

### Herkunft und frühe Laufbahn
Hipólito Mejía wuchs in Gurabo in der Provinz Santiago auf, woher seine Eltern Hipólito de Jesús „Polín“ Mejía Díaz und María Josefa „Marina“ Domínguez Viñals stammten. Die Familie hat katalanische Wurzeln.
Mejía studierte Agrarwissenschaft am Instituto Politécnico Loyola in San Cristóbal und schloss 1962 als Agronomingenieur ab. Zwei Jahre später führte er seine Studien der Landwirtschaft an der North Carolina State University in den Vereinigten Staaten weiter, wo er sich mit Prozessabläufen in der Tabakindustrie vertraut machte.
1965 wurde er als 24-Jähriger zum Direktor des Nationalen Tabakinstituts im Range eines Unterstaatssekretärs ernannt.
Zwischen 1967 und 1978 arbeitete er in der Privatwirtschaft, zunächst für die US-amerikanische Firma Rohm and Haas und danach für die Industrias Linda. 1971 wurde er zum Präsidenten der Asociación Nacional de Profesionales Agrícolas (ANPA) ernannt. Mejía ist außerdem ein erfolgreicher Unternehmer in der Agrar- und Ernährungswirtschaft; er ist im Vertrieb von qualitativ hochwertigen genetischen Samen, Agrochemikalien und Technologien für die Landwirtschaft tätig.
Er ist verheiratet mit Rosa Gómez Arias, mit der er vier Kinder hat: Carolina, Lissa, Felipe und Ramón Hipólito. Das Paar war im Movimiento Familiar Cristiano aktiv, einer säkularen Bewegung zur Förderung der Werte der katholischen Familie in der dominikanischen Gesellschaft.

### Beginn der politischen Karriere
1978 wurde er Landwirtschaftsminister in der Regierung Antonio Guzmán Fernández. In seiner Amtszeit führte er neue Gesetze für die Landwirtschaft ein und startete Programme zu ihrer Entwicklung und Technologisierung. Er musste sich auch mit den Folgen des Hurrikans David und der afrikanischen Schweinepest auseinandersetzen. Er half, Kooperativen für den Tabakanbau zu organisieren, arbeitete an der Verbesserung der heimischen Tabaksorten und führte den hellen Tabak in der industriellen Zigarettenproduktion ein.
1982 kehrte Mejía in die Privatwirtschaft zurück, wurde Vizepräsident des Partido Revolucionario Dominicano (PRD) und kandidierte zum ersten Mal als Senator für seine Heimatprovinz Santiago, wurde aber nicht gewählt. In der Präsidentschaftswahl 1990 war er Kandidat für die Vizepräsidentschaft unter José Francisco Peña Gómez. Die umstrittene Wahl verlor der durch eine Abspaltung des Partido Revolucionario Independiente unter Jacobo Majluta Azar geschwächte PRD und wurde mit 23 % nur Dritter hinter dem Partido Reformista Social Cristiano (PRSC) von Joaquín Balaguer (35 %) und dem Partido de la Liberación Dominicana (PLD) von Juan Bosch (33,8 %).

### Präsident der Dominikanischen Republik
1999 gewann Mejía die parteiinterne Wahl zur Nomination für die Präsidentschaftswahl 2000 deutlich mit 74,3 % vor Fello Suberví (13,8 %), Milagros Ortiz (5,8 %), Hatuey De Camps (4,8 %) und José Rafael Abinader (1,3 %). Mejía erreichte in der Wahl am 16. Mai 2000 49,87 % der Stimmen gegen 24,9 % des Kandidaten des Partido de la Liberación Dominicana (PLD), Danilo Medina. Zum ersten Mal hätte nun die neue Regel „50 + 1“ gegolten, die besagt, dass für einen Sieg im ersten Wahlgang 50 % der Stimmen plus eine erforderlich sind. Medina verzichtete aber auf einen zweiten Wahlgang, da er keine uneingeschränkte Unterstützung des drittplatzierten Joaquín Balaguer erhielt und daher keine Möglichkeit sah, die Wahl zu gewinnen. Mejía wurde damit zum Präsidenten erklärt und begann seine vierjährige Amtszeit am 16. August 2000.
Während der Amtszeit Mejías erlebte die Dominikanische Republik eine der schwersten Wirtschaftskrisen in der Geschichte des Landes, begünstigt durch eine verfehlte Wirtschaftspolitik der Regierung Mejía. In seine Amtszeit fällt der Zusammenbruch der damals zweitgrößten privaten Bank des Landes, der Baninter. Der Kollaps der Bank wurde unter anderem durch einen Korruptionsskandal, in den die Regierung einbezogen war, öffentlich. Eine Folge dieser Krise war eine massive Entwertung des dominikanischen Pesos und eine galoppierende Inflation von bis zu 42 %. Mejías anfänglich sehr hohen Zustimmungsraten fielen dadurch drastisch ab.
Mehrfach wurde Hipólito Mejía Korruption vorgeworfen, jedoch wurde nie ein Prozess deswegen gegen ihn eröffnet.

### Erfolglose Kandidaturen für eine Wiederwahl
2004 kandidierte Mejía erneut für die Präsidentschaftswahl. Ermöglicht wurde dies durch die 2003 vom regierenden PRD angesichts von Mejías anfänglich hohen Zustimmungsraten in der Hoffnung auf eine Wiederwahl durchgebrachte Aufhebung des Verbots der unmittelbaren Wiederwahl. Mejía verlor die Wahl jedoch gegen Leonel Fernández Reyna vom Partido de la Liberación Dominicana (PLD).
In der Präsidentschaftswahl 2008 kandidierte der Präsident des PRD, Miguel Vargas Maldonado, verlor aber ebenfalls gegen den amtierenden Präsidenten Leonel Fernández.
In der Präsidentschaftswahl 2012 kandidierte Mejía erneut. Der kurze Slogan seiner Kampagne lautete „Llegó Papá“ („Papa ist angekommen“). Mejía erzielte zwar ein besseres Resultat als 2004, verlor die Wahl aber erneut gegen den Kandidaten des PLD, diesmal Danilo Medina.
Darauf entbrannte im PRD ein Konflikt um die Parteiführung zwischen Mejía und Vargas. Der zweijährige Streit endete Mitte 2014 mit dem Ausschluss Mejiás und weiterer Mitglieder aus der Partei und der Abspaltung seiner Anhänger. Zu diesem Zweck wurde die der Familie von Luis Abinader, 2012 Mejías Vizepräsidentschaftskandidat, nahestehende Wahlplattform Alianza Social Dominicana (vor 1994 Alianza Social Demócrata) in Partido Revolucionario Moderno (PRM) umbenannt. Der PRM sieht sich in der Tradition des legendären charismatischen, 1998 verstorbenen José Francisco Peña Gómez.
Für die Präsidentschaftswahl 2016 suchte Mejía wiederum die Nomination als Präsidentschaftskandidat, diesmal des PRM. In der parteiinternen Auseinandersetzung verlor er aber gegen Luis Abinader, der über 60 % der Stimmen erzielte. Die Wahl gewann der PLD mit dem amtierenden Präsidenten Danilo Medina deutlich mit 61,79 zu 34,96 %. Der PRD war in die Allianz des früheren Gegners Partido de la Liberación Dominicana (PLD) eingetreten und steuerte 5,85 % zu ihrem Sieg bei. Dem eigenen Leader Miguel Vargas war keine Chance zugetraut worden, gewählt zu werden.
Auch für die Präsidentschaftswahl 2020 kandidierte Mejía für die Nomination durch den PRM, verlor aber mit 21,18 % gegen 74,10 % noch deutlicher gegen Luis Abinader, der am 5. Juli 2020 zum Präsidenten gewählt wurde.

## Persönlichkeit
Mejía repräsentiert den Mann vom Land, wenn auch mit akademischem Niveau. Seine volkstümliche  Art stellt einen auffallenden Kontrast zu den bisherigen dominikanischen Staatsoberhäuptern dar. Er definiert sich selbst als eine Person, die geradeheraus ohne Umschweife sagt, was sie denkt. Dies wird von den einen begrüßt, während andere es für einen Staatspräsidenten unpassend finden.
Hipólito Mejía erlangte weltweite Bekanntschaft durch häufige verbale Ausfälle. Während seiner Präsidentschaft hatte er wegen seiner Ausdrucksweise oft Differenzen mit dominikanischen Journalisten. So bezeichnete er beispielsweise einen dunkelhäutigen Kameramann nach einem Interview als „kleines Äffchen“. In einem Interview mit dem Journalisten Jorge Ramos im November 2003 verteidigte er sich damit, dass die Menschen seine Art nicht verstünden, sich klar auszudrücken, ohne ein Blatt vor den Mund zu nehmen. Ramos konfrontierte ihn mit Aussagen, die er bezüglich politischer Gegner und Journalisten gemacht hatte: „Sie sagen, dass Ihre Gegner Sabberer sind und Dinosaurier und die Journalisten Taliban.“ Mejía antwortete: „Wer sabbert muss Sabberer genannt werden, ich glaube, grammatisch ist das das Wort, das in diesem Fall passt.“
Mejía hatte in seinem Wahlkampf 2004 unter vielen anderen Ausdrücke populär gemacht wie El perro de Mamá Belica (Der Hund von Mamá Belica), Lo voy agarra por el pichirrí (Ich werde ihn am Pichirrí packen) und Pinocho que es un niño de verdad (Pinocchio ist ein richtiger Junge).
Seine Anhänger nennen ihn „Papá“. In seinen letzten politischen Kampagnen war der Ausruf „Llegó Papá!“ häufig zu hören.

## Ehrungen

### Ehrendoktorate
Mejía erhielt Ehrendoktorate der folgenden Universitäten:
- Universidad Organización y Método, Dominikanische Republik
- Universidad Tecnológica de Santiago, Dominikanische Republik
- Universidad Tecnológica del Sur, Dominikanische Republik
- Universidad Autónoma de Santo Domingo, Dominikanische Republik
- Academia Militar Batalla de Las Carreras, Dominikanische Republik
- Instituto Universitario Tecnológico Rodolfo Loero Arismendi, Venezuela
- University of North Carolina, USA
- Mercy College, USA
- Institut des Hautes Études Scientifiques, Frankreich
- Universidad de Alcalá, Spanien
- Sōka-Universität, Japan
- Kansai-Universität, Japan

### Auszeichnungen
- Orden Juan Mora Fernández im Range des Gran Cruz Placa de Oro, Costa Rica
- Band des Ordens Isabel la Católica, Spanien
- Band des Ordens del Libertador, Venezuela
- Band des Ordens al Mérito de Chile, Chile
- Orden des Francisco Morazán (im Range des Großen Kreuzes auf Goldplakette), Honduras
- Großes Band des Ordens of the Brillant Jade, China
- Medaille der Republik Uruguay im Range des Großen Bandes, Uruguay
- Band mit Großem Kreuz des Ordens del Libertador San Martín, Argentinien
- Orden General José Dolores Estrada. Batalla de San Jacinto im Grade des Bandes, Nicaragua
- Orden des Rubén Darío im Grade des Großen Kreuzes, Nicaragua
- Band Olímpico Panamericano, Nicaragua
- Orden Nacional al Mérito im Grade des Großen Bandes, Ecuador
- Auszeichnung des Congreso Nacional del Ecuador, Ecuador
- Orden Nacional de San Lorenzo Gran Cruz, Ecuador
- Großes Band des Ordens de Mohamadí, Marokko
- Großes Band des Großen Ordens Yaroslaw El Sabio, Ukraine
- Orden Francisco Morazán, Zentralamerikanisches Parlament
- Orden des Quetzal im Grade des Großen Bandes, Guatemala
- Große Medaille Extraordinaria, Puerto Rico